# Europejskie Centrum Pielgrzymkowe im. Jana Pawła II w Monte do Gozo
Europejskie Centrum Pielgrzymkowe im. Jana Pawła II, ang. European Center of Pilgrimages and Pastoral of the Youth "Juan Pablo II", hiszp. Centro Europeo de Perigrinacion y Pastorial Juvenil "Juan Pablo II". Znajduje się w Monte do Gozo w bezpośrednim sąsiedztwie Santiago de Compostela, w Galicji, w Hiszpanii. Wybudowane zostało na początku lat 90. przez rząd Galicji i przekazane biskupstwie w Santiago de Compostela. Oddane do użytku pielgrzymów zostało podczas obchodów Xacobeo 1993. Od 2001 r. ośrodkiem kieruje polski ksiądz Roman Wcisło.